# Àrea Central de Suport Operatiu
|  | No s'ha de confondre amb Àrea Central de Mitjans Tècnics i Suport Operatiu. |

L'Àrea Central de Suport Operatiu (ACSO) és un dels set organismes de la Comissaria General de Recursos Operatius dels Mossos d'Esquadra.

## Funcions

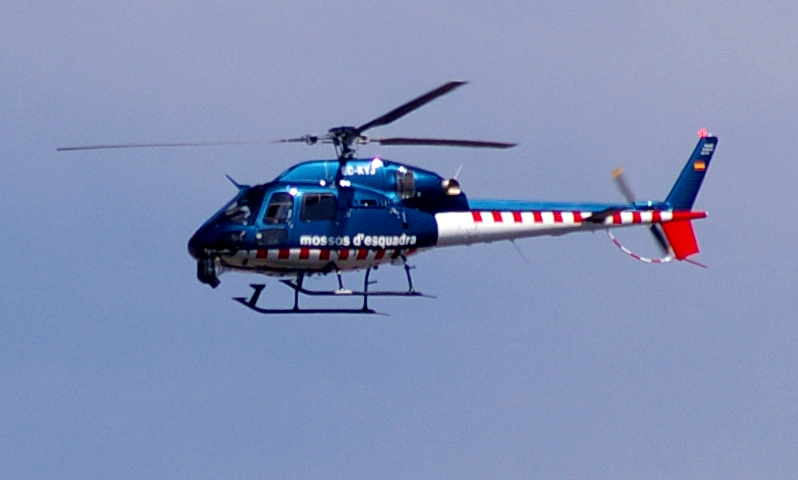
Helicòpter logotipat dels Mossos d'Esquadra.

Segons l'article 183 del Decret 243/2007 les tasques que ha de desenvolupar aquesta àrea són concretament:
1. Les tasques policials i l'elaboració d'informes tècnics de seguretat del subsol i llocs confinats.
2. Aquelles en què calguin gossos especialment ensinistrats.
3. Les tasques de seguretat preventives i reactives en activitats subaquàtiques.
4. Les tasques de suport en mitjans aeris.
5. Les tasques preventives de seguretat, la intervenció en accidents amb víctimes mortals, les funcions de policia judicial, la col·laboració en rescats o localització de persones o qualsevol altra activitat que es determini, en l'entorn de muntanya que requereixi una determinada especialització en relació amb l'adaptació en aquest entorn.
6. Les altres que pel seu nivell d'especialització se li encomanin.

## Estructura
Té la seu física al Complex Central Egara, però els seus efectius actuen a qualsevol punt del país on siguin requerits. El comandament directe de l'àrea està en mans d'un cap i d'un sotscap (subordinat a les ordres del primer). Les unitats especialitzades concretes que componen aquesta àrea són les següents:
- Unitat Canina: ensinistra els gossos policia i els guia en les operacions de recerca de drogues, d'explosius i de rescat de persones.[3]
- Unitat de Subsol: actua en els espais subterranis com ara clavegueres, mines, pous, coves… en tasques bàsicament preventives per evitar atacs terroristes i delinqüència comuna; però també en tasques de rescat de persones, animals o objectes.
- Unitat de Mitjans Aeris (anomenada també “Griva”): aquesta unitat realitza un ampli ventall d'actuacions per recolzar altres unitats del cos amb els seus tres helicòpters: És present en les grans concentracions de persones, retransmet imatges i vídeo des de l'aire, controla l'espai aeri en dispositius especials i s'encarrega de la pròpia formació i de la formació d'altres unitats amb les quals assagen mètodes aeris.
- Unitat d'Intervenció en Muntanya: actuen en entorns de muntanya i de difícil accés en general per rescatar persones accidentades o perdudes utilitzant diverses disciplines com ara l'alpinisme, descens per barrancs i aigües vives, escalada en roca, espeleologia, esquí de muntanya i alpí, policia judicial, escortes, orientació, nivologia i allaus, i tècniques d'auto-rescat. Si s'escau també actuen com a policia judicial quan cal actuar en aquests mateixos entorns. La quinzena d'agents d'aquesta unitat tenen la seva base a la Seu d'Urgell i a Vielha, a més a més el 2011 serà ampliada i s'establiran noves bases a Olot i al Complex Central.[4]
- Unitat Subaquàtica: aquesta unitat realitza un ampli ventall d'actuacions per recolzar altres unitats del cos amb les seves dues embarcacions pneumàtiques i el material de navegació i immersió: actuen en entorns subaquàtics en tasques de recerca de víctimes i objectes, inspecció d'embarcacions i instal·lacions submergides, inspeccions tecnico-policials i reportatges gràfics, identificació d'explosius, neutralització de delictes (contraban). Actuen també a requeriment d'altres departaments de l'administració catalana i fins i tot per a grans esdeveniments esportius.[5]

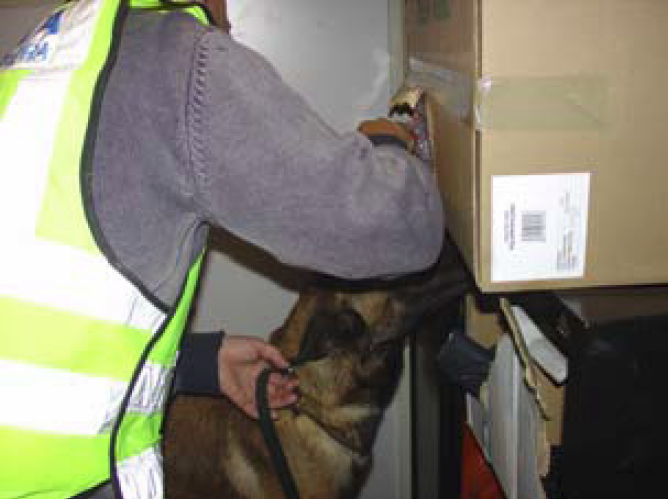
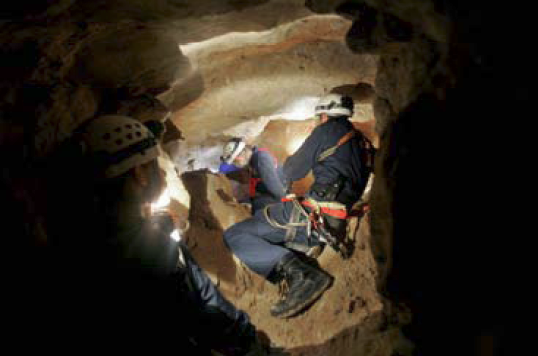
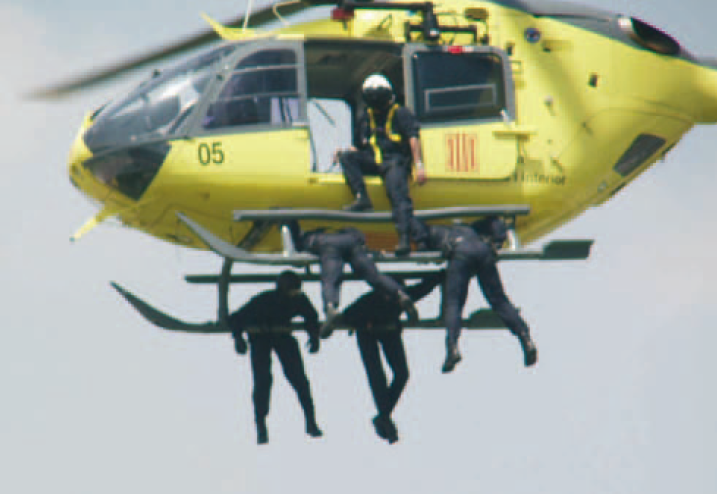
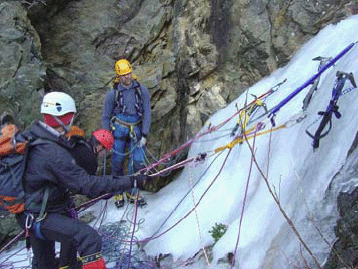
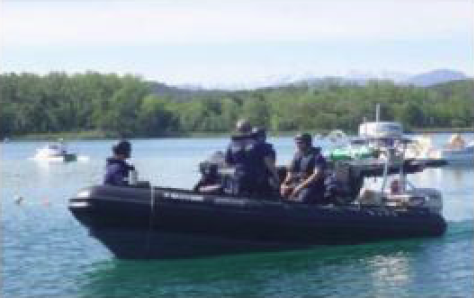